# Jymmy França
Jimmy França (Río de Janeiro, Brasil, 15 de abril de 1984) es un futbolista brasileño. Juega de delantero y su equipo actual es el FC Sheriff Tiraspol de Moldavia.
Jugó para clubes como el Angra dos Reis, Americano, Friburguense, América, Spartak Trnava, FC Sheriff Tiraspol, FC Chernomorets Odessa, Shimizu S-Pulse, Tokyo Verdy y Paulista.

## Trayectoria

### Clubes
| Club                   | País       | Año         |
| ---------------------- | ---------- | ----------- |
| Castelo                | Brasil     | 2001 - 2002 |
| Estrela do Norte       | Brasil     | 2004        |
| Angra dos Reis         | Brasil     | 2005 - 2007 |
| Quissamã               | Brasil     | 2006        |
| Americano              | Brasil     | 2007        |
| Friburguense           | Brasil     | 2007 - 2008 |
| Jaguaré                | Brasil     | 2008        |
| América                | Brasil     | 2008        |
| Spartak Trnava         | Eslovaquia | 2009        |
| FC Sheriff Tiraspol    | Moldavia   | 2009 - 2011 |
| FC Chernomorets Odessa | Ucrania    | 2011        |
| Shimizu S-Pulse        | Japón      | 2012        |
| Tokyo Verdy            | Japón      | 2012        |
| Paulista               | Brasil     | 2015        |